# How Come
How Come è un singolo dei D12, secondo estratto dell'album D12 World.
Il testo descrive le relazioni e la tensioni nei D12, soprattutto quelle di Eminem e di Proof, ovvero un tentativo di riappacificazione tra i due rapper e Royce da 5'9''.
Il video inizia con Eminem seduto nello studio della Shady Records, dove poi lo raggiungono gli altri membri del gruppo per iniziare una riunione ma presto la situazione si scalda e inizia una discussione che porterà alla fine del video allo scioglimento del gruppo.
Il video finisce con un'altra canzone, sempre dei D12 ovvero Git Up.
Prima dell'inizio del video della canzone c'è un altro video che mostra Eminem assieme a Proof all'Underground Show.
La traccia è prodotta da Witt & Pep e Eminem.

## Classifiche
| Classifica (2004)                    | Posizione massima |
| ------------------------------------ | ----------------- |
| Australian Singles Chart             | 1                 |
| Austrian Singles Chart               | 1                 |
| Belgian Singles Chart (Fiandre)      | 15                |
| Belgian Singles Chart (Vallonia)     | 26                |
| Denmark Singles Chart                | 5                 |
| Finnish Singles Chart                | 16                |
| French Singles Chart                 | 23                |
| German Singles Chart                 | 15                |
| Irish Singles Chart                  | 4                 |
| Italian Singles Chart                | 19                |
| Netherlands Singles Chart            | 7                 |
| New Zealand Singles Chart            | 6                 |
| Norwegian Singles Chart              | 10                |
| Swedish Singles Chart                | 42                |
| Swiss Singles Chart                  | 17                |
| Official Singles Chart               | 4                 |
| U.S. Billboard Hot 100               | 27                |
| U.S. Billboard Hot R&B/Hip-Hop Songs | 68                |
| U.S. Billboard Hot Rap Tracks        | 18                |